# El índice del miedo
El índice del miedo (2012) es una novela de Robert Harris. Con la actual crisis financiera y los abusos relativos al enriquecimiento descontrolado en los mercados financieros, Robert Harris especula ante la unión de este escenario con los avances tecnológicos. La acción se enmarca en los avances de la informática que proporcionan herramientas para la predicción automática del comportamiento de la bolsa en beneficio de sus inventores. 

## Argumento
Alex Hoffmann, físico del CERN de Ginebra, en un momento de problemas personales, recibe la propuesta de Hugo Quarry -un ambicioso corredor de bolsa- de crear un sistema informático capaz de predecir los movimientos del mercado financiero. Así, ambos fundan una empresa dedicada a sacar rendimiento en los mercados de este software. Todo está funcionando a la perfección, haciendo que tanto ellos como sus exclusivos clientes se conviertan en multimillonarios, hasta que los problemas de personalidad de Alex hacen que se tenga que enfrentar con sus diablos interiores en forma de problemas como el ataque que se produce en su domicilio y la suplantación que se le hace de sus datos personales. El día siguiente será crítico para que no se derrumbe el mundo financiero y para que Alex solvente los problemas que la codicia ha generado.